# Аренсбург
Аренсбург (нім. Ahrensburg) — місто в Німеччині, розташоване в землі Шлезвіг-Гольштейн. Входить до складу району Штормарн.
Площа — 35,3 км2. Населення становить 34 052 ос. (станом на 31 грудня 2020).